# Ellekilde
Ellekilde (tidligere Ellekilde Huuse) er navnet på en bymæssig bebyggelse i Hellebæk øst for Hornbæk Plantage mellem Hornbæk og Hellebæk i Helsingør Kommune.
Ellekilde hørte oprindeligt under Tikøb sogn, senere Hornbæk-Hellebæk Sogn, senere Hellebæk Sogn, Lynge-Kronborg herred, Frederiksborg amt.

## Historie
I henhold til jordebogen for Kronborg og Frederiksborg len 1582-83 havde Ellekilde 4 fiskere, som kun ydede fisk i landgilde.
Ifølge matriklen fra 1682 bestod Ellekilde da af 2 fiskerhuse med jord, i alt 4,8 tdr. land dyrket areal til en værdi af 1,95 tdr. htk. Husene lå ved stranden, og beboerne "ernærer sig mest af Fiskeri." Til husene hørte retten til græsning på et tilliggende overdrev, nogle engstykker, agre og et høstykke
I takt med, at bebyggelsen voksede i forlængelse af Helsingør-Hornbæk Banens anlæggelse i 1906 (senere forlænget til Gilleleje) blev også Ellekilde inddraget i bebyggelsesudviklingen, idet der blev oprettet et trinbræt ved Skibstrup. I 1906 optaltes 92 indbyggere, i 1911 86 indbyggere fordelt på 23 huse, og i 1916 74 indbyggere fordelt på 11 huse sidstnævnte år. Ellekilde regnedes da allerede som en del af Hellebæk stationsbys område. Ellekilde havde allerede inden århundredeskiftet (1900) udviklet sig til en samlet kystbebyggelse langs Nordre Strandvej, sammenvokset med fiskerlejet Boderne, som i årene efter århundredeskiftet blev opslugt af det hurtigt voksende Hellebæk.